# Jan Styrna

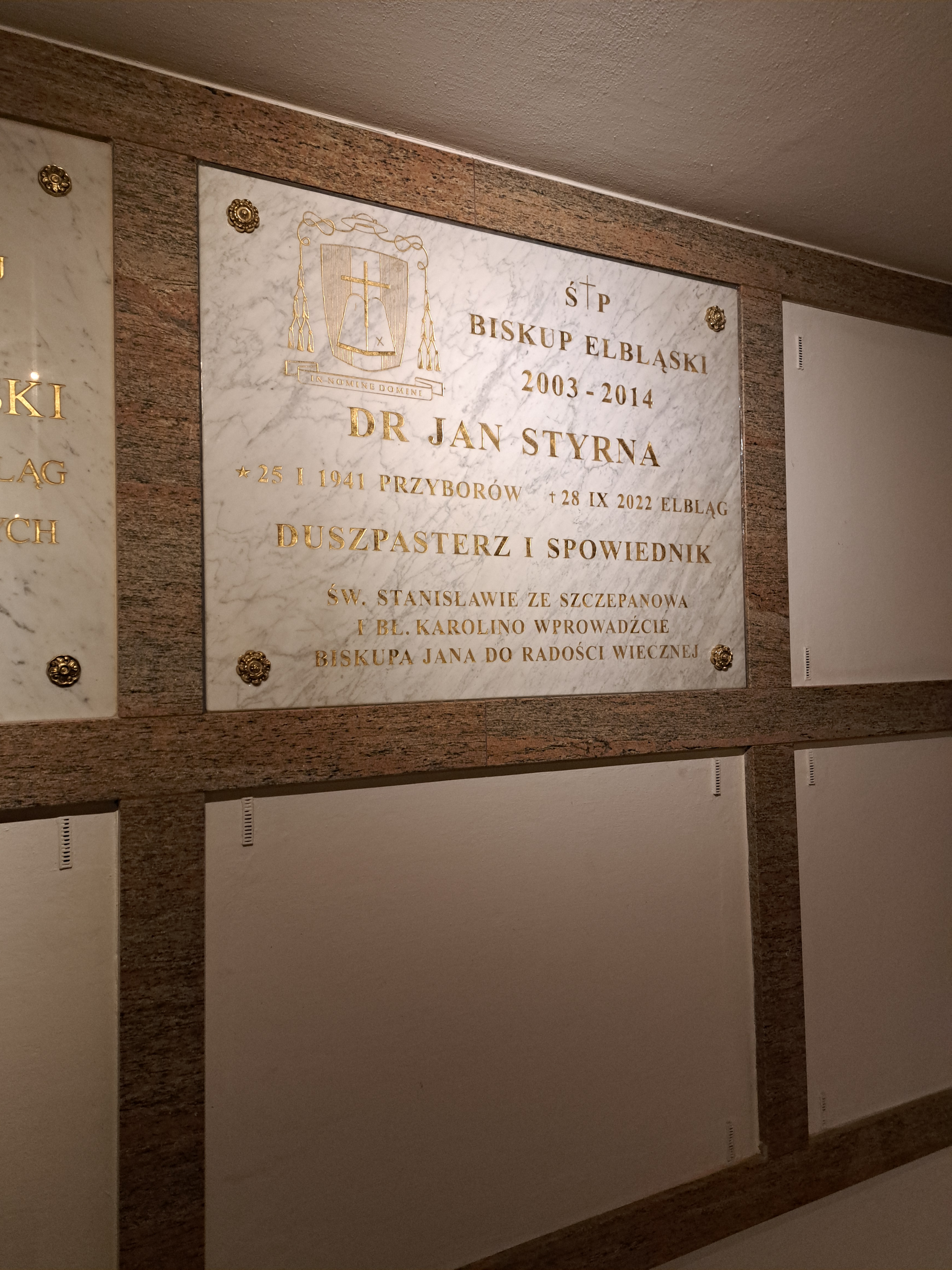
Grób Jana Styrny w krypcie biskupów w katedrze elbląskiej

Jan Styrna (ur. 25 stycznia 1941 w Przyborowie, zm. 28 września 2022 w Elblągu) – polski duchowny rzymskokatolicki, doktor teologii pastoralnej, biskup pomocniczy tarnowski w latach 1991–2003, biskup diecezjalny elbląski w latach 2003–2014, od 2014 biskup senior diecezji elbląskiej.

## Życiorys
Urodził się 25 stycznia 1941 w Przyborowie w rodzinie Władysława i Anny z domu Kotas, brat salezjanina Stanisława. Od 1955 kształcił się w IV Liceum Ogólnokształcącym w Tarnowie, gdzie też w 1959 złożył egzamin dojrzałości. W latach 1959–1965 odbył studia filozoficzno-teologiczne w Wyższym Seminarium Duchownym w Tarnowie. Święceń prezbiteratu udzielił mu 27 czerwca 1965 w katedrze Narodzenia Najświętszej Maryi Panny w Tarnowie tamtejszy biskup diecezjalny Jerzy Ablewicz. Inkardynowany został do diecezji tarnowskiej. Magisterium z teologii otrzymał w 1971 na Wydziale Teologii Katolickiego Uniwersytetu Lubelskiego. Dalsze studia odbył w latach 1971–1975 w Instytucie Teologii Pastoralnej Wydziału Teologicznego Katolickiego Uniwersytetu Lubelskiego. Uwieńczył je uzyskaniem w 1975 doktoratu z teologii pastoralnej na podstawie dysertacji Przemiana religijnej funkcji rodziny w środowisku wiejskim (na przykładzie wybranych wsi powiatu tarnowskiego).
W latach 1965–1967 pracował jako wikariusz w parafii Wniebowzięcia Najświętszej Maryi Panny w Nowym Wiśniczu, następnie w latach 1967–1971 w parafii Wniebowzięcia Najświętszej Maryi Panny w Krynicy Zdroju. Po ukończeniu studiów doktoranckich, w latach 1975–1977 był ponownie wikariuszem parafii w Krynicy Zdroju, a później w latach 1977–1978 parafii św. Mateusza w Mielcu. Od 1978 do 1980 przebywał w diecezji Berlina, gdzie zajmował się duszpasterstwem wśród polskich robotników. W 1980 na własną prośbę wrócił do diecezji tarnowskiej, gdzie został mianowany proboszczem parafii Bożego Ciała w Bieczu. W latach 1982–1991 pełnił jednocześnie funkcję dziekana dekanatu Biecz. W latach 1984–1989 był członkiem Komisji Episkopatu Polski ds. Duszpasterstwa Ogólnego.
W 1980 objął stanowisko adiunkta w Instytucie Studiów nad Rodziną Akademii Teologii Katolickiej w Warszawie, gdzie do 1982 prowadził wykłady z socjologii rodziny. W 1991 został wykładowcą katolickiej nauki społecznej w Wyższym Seminarium Duchownym w Tarnowie.
22 czerwca 1991 papież Jan Paweł II mianował go biskupem pomocniczym diecezji tarnowskiej i biskupem tytularnym Aquipendium. Święcenia biskupie otrzymał 28 lipca 1991 w bazylice katedralnej Narodzenia Najświętszej Maryi Panny w Tarnowie. Głównym konsekratorem był biskup diecezjalny tarnowski Józef Życiński, zaś współkonsekratorami arcybiskup Ignacy Tokarczuk, biskup diecezjalny przemyski, oraz Piotr Bednarczyk, emerytowany biskup pomocniczy tarnowski. Jako zawołanie biskupie przyjął słowa „In nomine Domini” (W imię Pana). W 1991 został ustanowiony wikariuszem generalnym diecezji. W kurii diecezjalnej pełnił funkcję wiceprzewodniczącego Wydziału Duszpasterstwa Ogólnego. W jego kompetencjach znajdowały się: duszpasterstwo specjalistyczne, działanie Wydziału Katechetycznego oraz sprawy personalne wikariuszy. Był ponadto przewodniczącym Komisji Kaznodziejskiej, należał do diecezjalnej rady kapłańskiej, a także przewodniczył Komisji II Ogólnopolskiego Synodu Plenarnego w diecezji tarnowskiej.
2 sierpnia 2003 decyzją papieża Jana Pawła II został przeniesiony na urząd biskupa diecezjalnego diecezji elbląskiej. Ingres do katedry w Elblągu odbył 23 sierpnia 2003. Jako biskup elbląski w 2013 ustanowił sanktuarium Matki Bożej Nieustającej Pomocy przy kościele redemptorystów Matki Boskiej Królowej Polski w Elblągu. W październiku 2013 ze względu na stan zdrowia złożył rezygnację ze sprawowanego urzędu, którą papież Franciszek przyjął 10 maja 2014. Do czasu objęcia diecezji przez jego następcę, Jacka Jezierskiego, które nastąpiło 28 maja 2014, pełnił funkcję administratora apostolskiego diecezji.
W ramach Konferencji Episkopatu Polski w 1997 został członkiem Komisji Misyjnej, a w 2001 objął funkcję krajowego duszpasterza rolników. Ponadto został członkiem Komisji Rewizyjnej i Rady Ekonomicznej, a także wszedł w skład Komisji Rewizyjnej Fundacji „Dzieło Nowego Tysiąclecia”.
Zmarł 28 września 2022 w Szpitalu Miejskim w Elblągu. 3 października 2022 został pochowany w krypcie biskupów w katedrze elbląskiej.

## Odznaczenia
W 2022 prezydent RP Andrzej Duda nadał mu pośmiertnie Krzyż Kawalerski Orderu Odrodzenia Polski.